# Preta Ferreira
Janice Ferreira da Silva, mais conhecida como Preta Ferreira (Bahia, 1984), é uma defensora dos direitos humanos, ativista por moradia, multiartista e escritora brasileira. Foi presa em 2019, por mais de 100 dias, por ser atuante no Movimento Sem Teto do Centro (MSTC) e na Frente de Luta por Moradia (FLM) da cidade de São Paulo, Brasil. Tornou-se um símbolo da criminalização dos movimentos sociais e defensores dos direitos humanos no Brasil. Sua prisão mobilizou Angela Davis e Papa Francisco em sua defesa pública. Recebeu o Prémio Dandara da Assembleia Legislativa do Estado do Rio de Janeiro (2019) e prêmio de atuação no Festival de Cinema de Gramado.
Seu livro, Minha Carne - diário de uma prisão, contou com a participação de Conceição Evaristo, Maria Gadú, e Erica Malunguinho, além de Davis e do Papa Francisco. Ela é personagem retratada na obra A ocupação, de Julián Fuks.

## Percurso
Baiana, Preta nasceu Janice Fereira da Silva, terceira de oito filhos de sua mãe, Carmen Ferreira da Silva. Saiu da Bahia na adolescência e se mudou para São Paulo, onde desde cedo, trabalhou para ajudar na complementação da renda familiar. Formou-se em publicidade e fez carreira como cantora e produtora de elenco. Além de cantora, é compositora, atriz e produtora.
A luta em movimentos sociais que batalham por moradia aos sem-teto se construiu junto com a carreira artística.
É uma das lideranças da Ocupação 9 de Julho, no centro de São Paulo, onde vivem centenas de famílias que não têm acesso à moradia – um dos diretos fundamentais do ser humano, previsto na Constituição Federal brasileira de 1988.

## Activismo
Tornou-se ativista aos 14 anos, altura em que foi morar com a mãe em São Paulo e entrou em contacto com o Movimento Sem Teto. Juntamente com a mãe e o irmão lidera a Frente de Luta por Moradia. 
Em 2019, após a derrocada do edifício Wilton Paes de Almeida que havia sido ocupado pelo Movimento de Luta Social por Moradia, vários lideres de movimentos de moradia são presos. Entre eles, Preta Ferreira que, no dia 24 de Junho, foi detida, acusada de extorsão e associação criminosa, pelo Departamento Estadual de Investigações Criminais (DEIC) da Polícia Civil. A mãe, Carmen Silva, líder do Movimento Sem Teto do Centro, e o irmão, Sidney Ferreira da Silva, também são presos. 
No tempo em que esteve detida nunca foram apresentadas provas que comprovassem a sua culpa.
Ficou 108 dias presa na Penitenciária Feminina de Sant'Anna, durante os quais escreveu seu primeiro livro, Minha Carne, sobre a sua experiência na prisão.

## Obras
Preta Ferreira é autora do livro Minha Carne - Diário de uma prisão.  A obra contou com textos escritos por Angela Davis, Conceição Evaristo, Maria Gadú, Erica Malunguinho, entre outros, além de uma carta de Papa Francisco.

#### Participação
Preta e sua mãe, Carmen Silva, são personagens do livro de ficção heterotópica de Julián Fuks, A ocupação.

## Filmografia Seleccionada
- 2019 - "Minha Carne", Clipe musical (atriz).[34]
- 2020 - Receita de Caranguejo, curta-metragem (atriz).[34]
- 2020 - Cidade Pássaro, longa-metragem (atriz e diretora).[34]

## Prémios e reconhecimentos
- 2019 - Prémio Dandara da Assembleia Legislativa do Estado do Rio de Janeiro. [35][16]
- 2020- Prémio especial do júri do Festival de Cinema de Gramado pela actuação em Receita de Caranguejo [17][18]

## Ligações Externas
- Podcast Pela Cidade, com Preta Ferreira, no projeto LabCidade da FAU-USP
- Rede TVT | Giro Nordeste: entrevista a Preta Ferreira (2021)